# Randy Crowder
Randy Crowder (Sharon, Pensilvania; 30 de julio de 1952-21 de mayo de 2025) fue un jugador estadounidense de fútbol americano que jugó seis temporadas con dos equipos en la NFL en las posiciones de tackle defensivo y defensive end.

## Carrera deportiva
A nivel universitario jugó para los Penn State Nittany Lions, equipo con el que fue seleccionado en el primer equipo All-American en 1973. Crowder luego fue seleccionado por los Miami Dolphins en la octava ronda del Draft de la NFL de 1974 en la posición 136 global. Estuvo tres temporadas con los Dolphins y tres con los Tampa Bay Buccaneers. se retiró de la NFL al finalizar la temporada de 1980 para asumir el cargo de entrenador de línea defensiva de Penn State por los siguientes dos años.

## Arresto
El 10 de agosto de 1977 un juez lo condenó a un año de cárcel por venta de cocaína luego de ser arrestado el 4 de mayo de 1977. Randy Crowder y Don Reese admitieron que le vendieron una libra de cocaína a un policía encubierto. Luego de salir libre de la cárcel de Dade County Stockade en 1978 Crowder regresó a la NFL con los Tampa Bay Buccaneers mientras que Reese también volvió a jugar pero con los New Orleans Saints.

## Vida personal
Crowder se casó con Pauline Pope con la que tuvo tres hijos, uno de esos hijos es el linebacker que jugó para los Dolphins Channing Crowder.